# آيت مشان (القباب)
آيت مشان هي إحدى مشيخات المملكة المغربية، تتبع جغرافيا لإقليم خنيفرة وإداريًا لالقباب. يقدر عدد سكانها بـ 1349 نسمة حسب الإحصاء الرسمي للسكان والسكنى لسنة 2004.